# Lincoln Rhyme - Caccia al collezionista di ossa
Lincoln Rhyme - Caccia al collezionista di ossa (Lincoln Rhyme: Hunt for the Bone Collector) è una serie televisiva statunitense.
La serie è basata sul romanzo del 1997 Il collezionista di ossa di Jeffery Deaver. Nel giugno 2020, la serie è stata cancellata dopo una sola stagione.

## Trama
La serie segue l'agente della polizia di New York, Amelia Sachs, che collabora con l'esperto forense disabile Lincoln Rhyme e il suo team per risolvere i casi alla ricerca del leggendario serial killer chiamato "Il collezionista di ossa".

## Personaggi

### Principali
- Russell Hornsby nel ruolo di Lincoln Rhyme, un brillante ma duro criminologo forense che subisce un trauma quasi mortale mentre è al lavoro e che lo lascia tetraplegico. Continua comunque il suo lavoro da remoto, lavorando con gli altri per risolvere i casi.
- Arielle Kebbel nel ruolo di Amelia Sachs, un'intuitiva poliziotta del NYPD che diventa la più fidata alleata di Lincoln nella caccia al Collezionista di ossa.
- Roslyn Ruff nel ruolo di Claire, badante e assistente di Lincoln
- Ramses Jimenez nel ruolo di Eric Castillo, un detective della polizia di New York e il nuovo partner di Sellitto
- Brooke Lyons nel ruolo di Kate, uno scienziato forense che ha lavorato con Lincoln durante il suo periodo nelle forze di polizia
- Tate Ellington nei panni di Felix, un esperto di computer che lavora con il team e che è pronto a esprimersi
- Courtney Grosbeck nel ruolo di Rachel Sachs, la sorella adolescente di Amelia
- Brían F. O'Byrne nei panni di Peter Taylor / the Bone Collector, un serial killer che Lincoln ha inseguito per tutta la sua carriera, che ritorna per completare quello che considera un affare incompiuto tra i due.
- Michael Imperioli nel ruolo di Rick Sellitto, un detective veterano della polizia di New York ed ex partner di Lincoln.

### Personaggi ricorrenti
- Claire Coffee nel ruolo di Danielle, moglie del collezionista di ossa.
- Tawny Cypress nel ruolo di Naia, ex fidanzata di Lincoln.
- Jaidon Walls nel ruolo di Camden, il figlio di Lincoln.

### Guest star
- Rosa Evangelina Arrendondo nel ruolo di Olsen, capo della polizia.
- Tracie Thoms nel ruolo dell'agente Cutter, un agente dell'FBI che era l'ex supervisore di Lincoln nel NYPD.

## Episodi
| Stagione       | Episodi | Prima TV USA | Prima TV Italia |
| -------------- | ------- | ------------ | --------------- |
| Prima stagione | 10      | 2020         | 2020            |

## Distribuzione
Negli Stati Uniti il primo episodio è stato pubblicato in anteprima su nbc.com, l'app NBC e Hulu il 1º gennaio 2020, mentre la serie completa è stata trasmessa da NBC dal 10 gennaio a 13 marzo 2020.
In Italia la serie è stata trasmessa dal 25 agosto al 7 settembre 2020 in prima serata su Italia 1.

## Produzione

### Sviluppo
Il 17 gennaio 2019 la NBC aveva ordinato la produzione di un episodio pilota con il nome "Lincoln" basato sul romanzo The Bone Collector. Il pilot è stato scritto da VJ Boyd e Mark Bianculli, che sono produttori esecutivi insieme a Avi Nir, Alon Shtruzman, Peter Traugott e Rachel Kaplan. Le società di produzione coinvolte nel progetto pilota includono Sony Pictures Television e Universal Television.
Il 21 febbraio 2019 è stato annunciato che Seth Gordon avrebbe diretto l'episodio pilota.
L'11 maggio 2019 la produzione aveva ricevuto un ordine di inizio di sviluppo della serie. Pochi giorni dopo è stato annunciato che la serie sarebbe stata presentata in anteprima come Midseason replacement a metà stagione del 2020. L'8 novembre 2019 la NBC ha cambiato il titolo da "Lincoln" a "Lincoln Rhyme: Hunt for the Bone Collector".
La serie è stata presentata in anteprima il 10 gennaio 2020, mentre il 10 giugno 2020 la serie è stata cancellata dopo una sola stagione.

### Casting
Nel marzo 2019 è stato annunciato che Russell Hornsby, Michael Imperioli, Arielle Kebbel, Courtney Grosbeck, Tate Ellington, Ramses Jimenez, Brooke Lyonse Roslyn Ruff si erano uniti al cast per i loro ruoli da protagonista nell'episodio pilota.

## Accoglienza
Su Rotten Tomatoes la serie detiene un indice di approvazione del 33% con una valutazione media di 5,5/10, basata su 9 recensioni. Su Metacritic ha ottenuto un punteggio medio ponderato di 44 su 100, basato su 4 critici, che indica "recensioni miste o medie".